# Bekeška županija
Bekeška županija (mađarski: Békés megye) jedna je od 19 mađarskih  županija. Pripada regiji Južnoj Nizini (Alföld). Administrativno središte je Békéscsaba. Površina županije je 5631 km², a broj stanovnika 397.791. 

## Zemljopisne osobine
Nalazi se u jugoistočnoj Mađarskoj, u regiji Južni Alföld (Dél-Alföl)
Susjedne županije su Čongradska na zapadu, Jaziško-velikokumansko-szolnočka na sjeverozapadu, Hajdu-biharska na sjeveroistoku. Na istoku graniči s Rumunjskom.
Gustoća naseljenosti je 70 stanovnika po četvornom kilometru. 

## Upravna organizacija
Hrvatska imena naselja prema ili
Naselja u ovoj županiji organizirana su u nekoliko mikroregija: békéscsabsku, békésku, gyulsku, mezőkovácshásku, orosháska, sarkadsku, szarvasku i szeghalomsku.

### Gradovi
U Bekeškoj županiji se nalazi 75 naselja.
Békéscsaba  je županijsko sjedište.
Gradovi u ovoj županiji su: Gyula, Vésztő, Orosháza, Mezőkovácsháza, Békés, Batanja, Szarvas, Tótkomlós, Gyomaendrőd, Füzesgyarmat, Mezőberény, Mezőhegyes, Sarkad, Csorvás, Szeghalom, Elek, Dévaványa

### Sela i velika sela
| - Almáskamarás - Békéssámson - Békésszentandrás - Bélmegyer - Biharugra - Bucsa - Csabacsűd - Csabaszabadi - Csanádapáca - Csárdaszállás - Doboz - Dombegyház - Dombiratos - Ecsegfalva - Gádoros - Gerendás | - Geszt - Hunya - Kamut - Kardos - Kardoskút - Kaszaper - Kertészsziget - Kétegyháza - Kétsoprony - Kevermes - Kisdombegyház - Kondoros - Körösnagyharsány - Köröstarcsa - Körösújfalu - Kötegyán | - Kunágota - Lőkösháza - Magyarbánhegyes - Magyardombegyház - Medgyesbodzás - Mezőgyán - Méhkerék - Murony - Nagybánhegyes - Nagykamarás - Nagyszénás - Okány - Örménykút - Pusztaföldvár - Pusztaottlaka | - Sarkadkeresztúr - Szabadkígyós - Tarhos - Telekgerendás - Újszalonta - Végegyháza - Zsadány |

## Stanovništvo
U županiji živi oko 397.791 stanovnik (prema popisu 2001.).
- Mađari = 377 243
- Slovaci = 10.259
- Romi, Bajaši = 5578
- Rumunji = 5325
- Nijemci = 2205
- Srbi 582
- Slovenci 262
- Ukrajinci 229
- Grci 127
- ostali, među kojima 70 Hrvata

## Vanjske poveznice
- (engleski) Mađarski statistički ured - nacionalni sastav Bekeške županije 2001.[neaktivna poveznica]
- Mađarski statistički ured Popis 2011., datoteka u obliku .xls